# 長浜市立図書館
長浜市立図書館（ながはましりつとしょかん）は、滋賀県長浜市の公共図書館の総称。長浜市立長浜図書館、長浜市立浅井図書館、長浜市立びわ図書館、長浜市立虎姫図書館、長浜市立湖北図書館、長浜市立高月図書館の6館からなる。

## 沿革
- 1983年（昭和58年）3月 - 長浜市立図書館　開館[1]
- 1993年（平成5年）4月 - 伊香郡高月町立図書館　開館[1]
- 1995年（平成7年）3月 - 東浅井郡浅井町立図書館　開館[1]
- 1996年（平成8年）6月 - 東浅井郡虎姫町立図書館　開館
- 1999年（平成11年）8月 - 東浅井郡びわ町立図書館　開館
- 2001年（平成13年）3月 - 東浅井郡湖北町立図書館　開館
  - 7月 - 長浜市、東浅井郡浅井町・びわ町・虎姫町・湖北町および坂田郡山東町が、「湖北地域図書館」相互利用に関する協定書を締結（9月　サービス開始）
- 2002年（平成14年）8月 - 虎姫町でブックスタート事業開始
- 2004年（平成16年）4月 - 浅井町でブックスタート事業開始
  - 8月 - 長浜市でブックスタート事業開始
- 2006年（平成18年）2月 - 長浜市、東浅井郡浅井町・びわ町の合併にともない、各々「長浜市立長浜図書館」「同浅井図書館」「同びわ図書館」と改称

休館日・貸出冊数等の整理変更をおこなう
三館間の資料配送便開始
- 2007年（平成19年）8月 - 図書館協議会答申「これからの長浜市立図書館の在り方について」
  - 9月 - 長浜市立図書館ボランティア（業務補助）の募集開始

## 各館

### 他館
- 長浜市立浅井図書館 - 大依町528
- 長浜市立びわ図書館 - 難波町505
- 長浜市立虎姫図書館 - 宮部町3455
- 長浜市立湖北図書館 - 湖北町速水2745
- 長浜市立高月図書館 - 高月町渡岸寺115